# Водні лижі

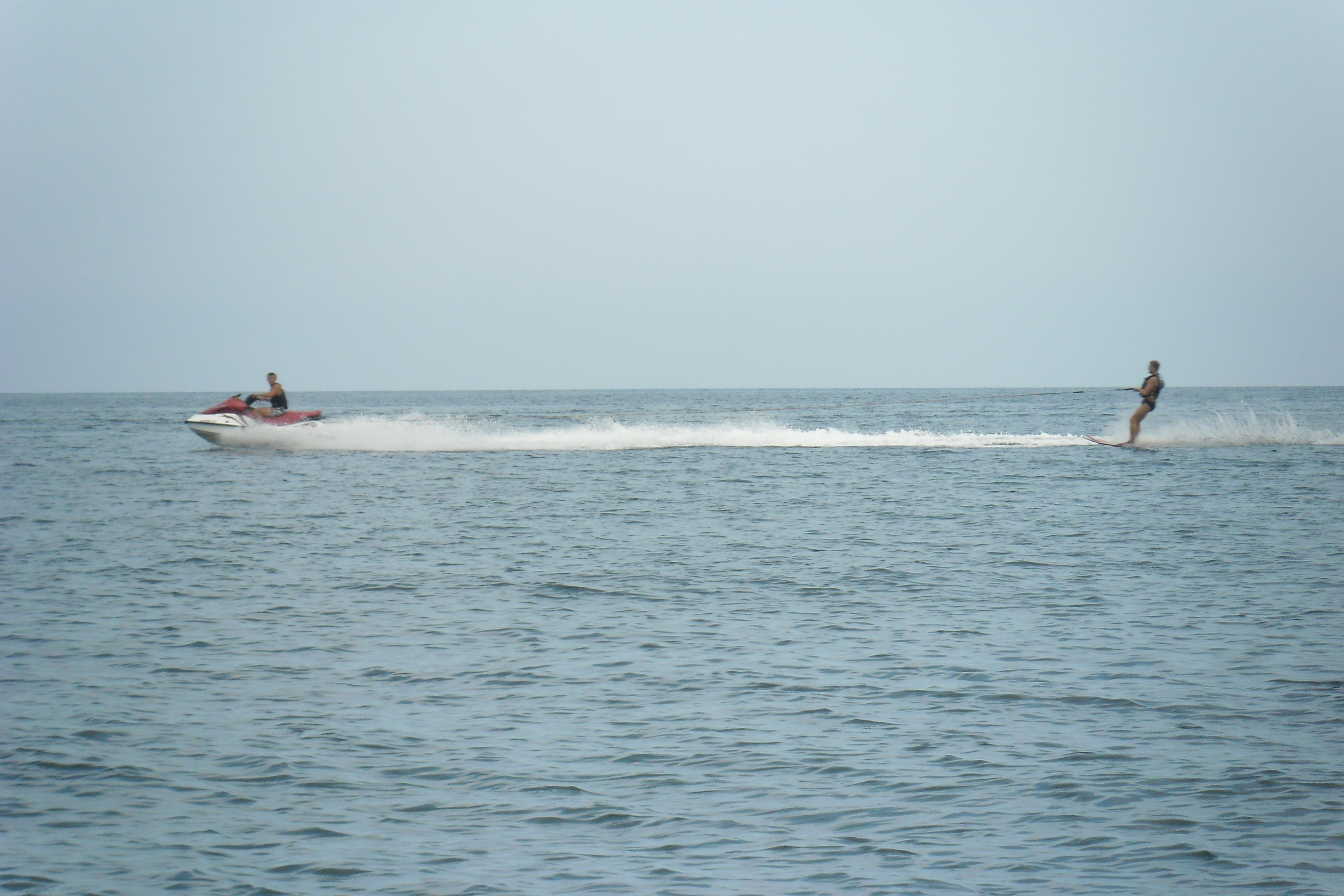
Водні лижі. Крим. Україна. Чорне море в районі Алушти. 2012 р.

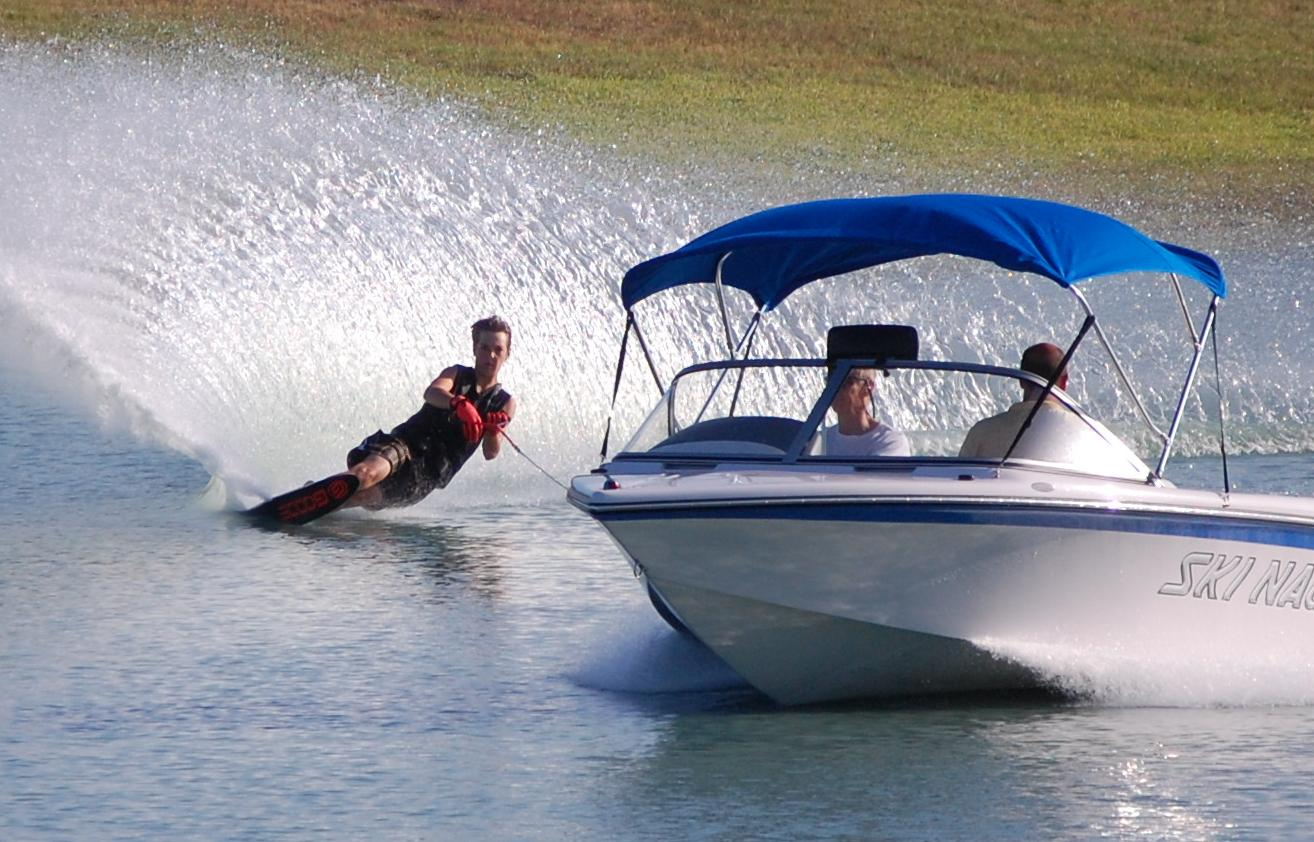

Водні лижі, воднолижний спорт — популярний вид спорту і розвага — пересування по поверхні води на спеціальної форми лижі на тросі (його називають «фал»), з'єднаному з катером або іншим плавальним засобом, що забезпечує поступальний рух.
Водні лижі бувають одиночні і парні. До парних відносяться: фігурні і стрибкові.
На початках воднолижного спорту лижі робили зі спеціально обробленого дерева. Зараз більшість водних лиж роблять зі спіненого пластику — пінополіуретану, оскільки він має значно меншу вагу і забезпечує краще ковзання.
Сьогодні цей вид спорту став настільки видовищним і популярним, що в 1998 році Національний олімпійський комітет Греції рекомендував ввести водні лижі в програму Олімпіади-2004 в Афінах.

## Історія
Водні лижі вперше з'явилися в 1922 році, коли американець з штату Міннесота Ральф Самуельсон, експериментуючи зі звичайними зимовими лижами, вирішив випробувати їх на воді. Дві соснові широкі дошки він оснастив кріпленням для ніг. Після чого винахідник успішно випробував лижі на водах озера біля міста Лейк-Сіті.
Не знаючи про винахід Самуельсона, в 1925 році Фред Воллер (США) отримує перший в історії патент на придуману ним модель водних лиж.
У 1928 році Дон Ібсен з Белльвью, штат Вашингтон, не відаючи про попередні відкриття, винайшов свої водні лижі і став, таким чином, третьою людиною, яку визнали винахідником цього виду спорту.

## Інтернет-ресурси
- IWWF — Міжнародна Федерація водних лиж і вейкборду [Архівовано 24 жовтня 2010 у Wayback Machine.]